# Pandoro

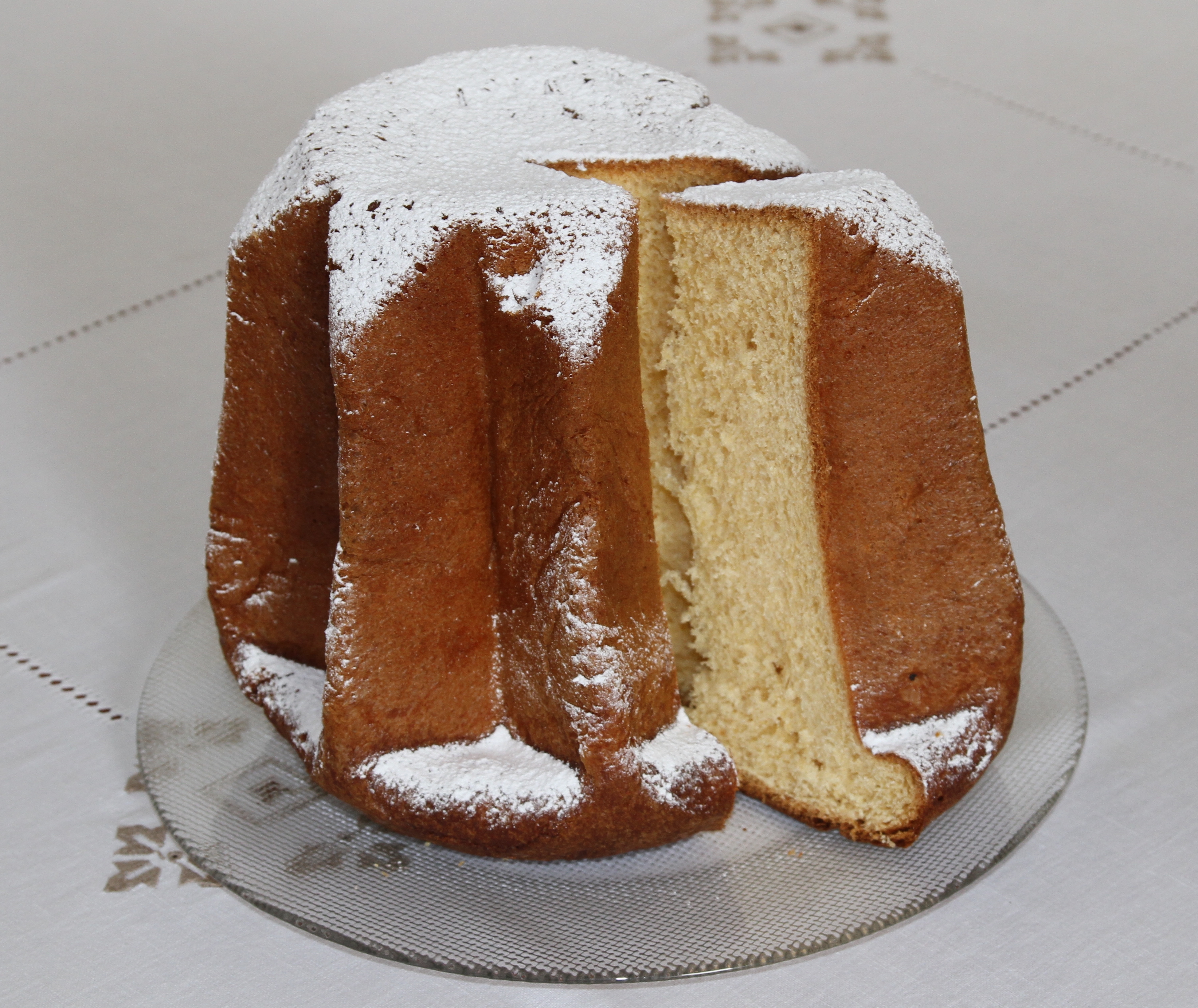
Un clásico pandoro.

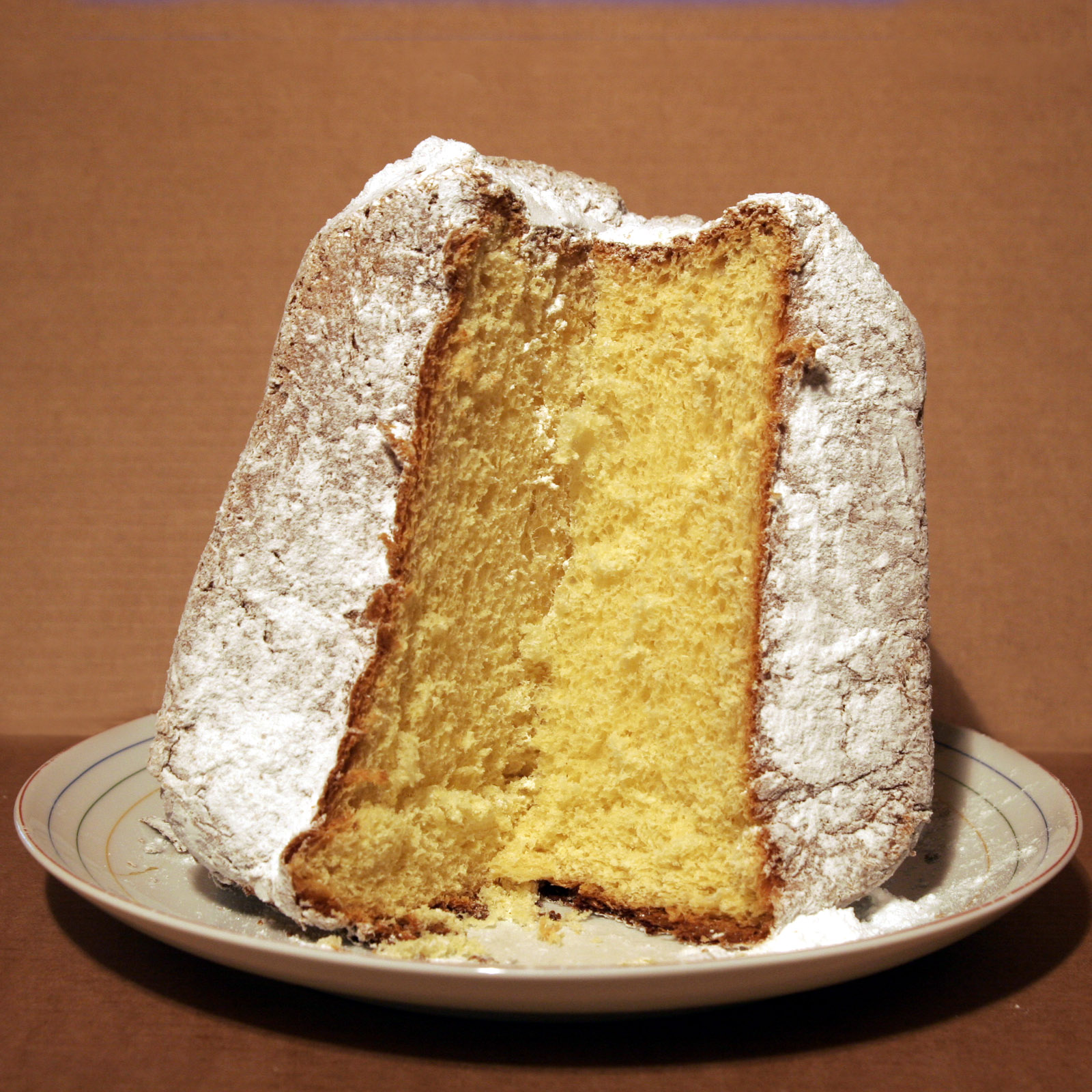
Corte mostrando su interior.

El pandoro es un dulce originario de la ciudad de Verona. Es, junto al panetone, uno de los dulces navideños más típicos de Italia.

## Origen
Los orígenes de esta receta podrían derivar del pan de oro, dulce que se servía en las mesas de los ricos venecianos de la Edad Media. 
El pandoro actual se empezó a producir en 1800 como evolución del nadalìn, típico dulce veronés. El 14 de octubre de 1894 Domenico Melegatti obtuvo la patente de un dulce caracterizado por su cuerpo con forma de estrella de ocho puntas, obra del pintor impresionista Angelo Dall'Oca Bianca.

## Descripción
La forma del pandoro es troncocónica, con relieves en forma de estrella, normalmente de ocho puntas. La masa, de tipo brioche, posee un color amarillento en su interior, debido al predominio del huevo y la vainilla entre sus ingredientes. También contiene harina, azúcar, mantequilla, manteca de cacao y levadura.
Generalmente, el pandoro no está relleno de crema o frutas confitadas como sucede en el panettone, si bien con el paso del tiempo las casas productoras han ido inventando o reutilizando particulares recetas. Por tanto, es posible encontrar diversas versiones: relleno de crema pastelera, cubierto por una capa de chocolate o azúcar pulverizada.
En muchas ocasiones el pandoro se vende en cajas de cartón que contienen además una bolsa con azúcar glas y que se echará al abrir el producto, ya que su contacto prolongado con el dulce conlleva la pérdida de sus características.
Los propios italianos recurren a la compra de pandoros hechos por confiteros especializados ya que su receta es un tanto complicada y trabajosa.
En su producción industrial es frecuente que el fondo de este dulce se queme durante la cocción. Ello hace que el contraste entre el suave brioche y el fondo quemado no sea del todo agradable.